# Zoe Bäckstedt
Zoe Bäckstedt   (Pontyclun, 24 de setembre de 2004) és una ciclista professional galesa de carretera, ciclocròs i pista. Competeix amb el Canyon-SRAM Racing, equip de la màxima categoria mundial.

## Palmarès de carretera
- 2021
  -  Campiona del món juvenil en ruta
  - 2a al Campionat del món juvenil de contrarellotge
  -  Campiona del Regne Unit de contrarellotge júnior
- 2022
  -  Campiona del món juvenil en ruta
  -  Campiona del món juvenil en contrarellotge
  -  Campiona del Regne Unit de ruta júnior
  -  Campiona del Regne Unit de contrarellotge júnior
  - 1a a la Omloop van Borsele júnior i vencedora de dues etapes
  - 1a a la Watersley Challenge Juniors i vencedora de tres etapes
  - 1a a la U6 Cycle Tour i vencedora de sis etapes
- 2023
  -   Campiona d'Europa en contrarellotge sub-23
- 2024
  - Vencedora d'una etapa a la Simac Ladies Tour
- 2025
  -  Campiona del Regne Unit de contrarellotge
  - 1a a la Baloise Ladies Tour i vencedora de tres etapes

### Resultats a les Grans Voltes

#### Volta a Espanya
- 2024: 93a posició

## Palmarès de ciclocròs
- 2020-2021
  - 1a a la Copa del Món júnior
- 2021-2022
  -  Campiona del món de ciclocròs júnior
  -  Campiona d'Europa de ciclocròs júnior
- 2022-2023
  -  Campiona del Regne Unit de ciclocròs
- 2023-2024
  -  Campiona del món de ciclocròs sub-23
  -  Campiona d'Europa de ciclocròs sub-23
- 2024-2025
  -  Campiona del món de ciclocròs sub-23
  -  Campiona del món de ciclocròs de relleus mixtes
  - 1a a la Copa del món de ciclocròs sub-23

## Palmarès de pista
- 2021
  -   Campiona d'Europa júnior en madison
  -   Campiona d'Europa júnior en persecució individual
  -   Campiona d'Europa júnior en persecució per equips
  -  Campiona del Regne Unit júnior en persecució individual
  -  Campiona del Regne Unit júnior en madison
- 2022
  -  Campiona del món de pista en madison